# Chersotis rungsi
Chersotis rungsi là một loài bướm đêm trong họ Noctuidae.